# Oued Keberit
Oued Keberit là một đô thị thuộc tỉnh Souk Ahras, Algérie. Dân số thời điểm năm 2002 là 4.77 người.